# Geröstete Süßkartoffel

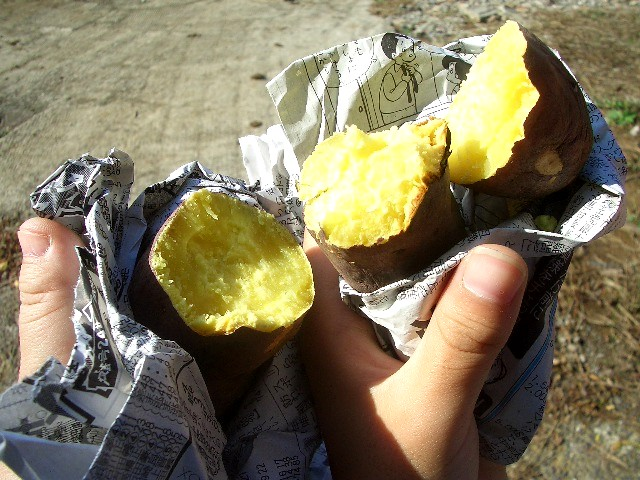
Yakiimo

Die geröstete, auch gebackene, Süßkartoffel ist ein traditioneller Imbiss in Ostasien. In Japan wird dieser Snack Yakiimo (jap. 焼き芋 yaki-imo) genannt. Dieser Imbiss wurde aus China (chinesisch 烤红薯, Pinyin kǎo hóngshǔ – „geröstete Süßkartoffel“) über Korea (kor. 군고구마 gungoguma) in Japan eingeführt.
In Japan wird Yakiimo besonders gern in kalten Jahreszeiten gegessen. Sie wird, wie auch in China und in Korea, traditionell als Straßenimbiss angeboten und von Straßenhändlern verkauft, die oft ein traditionelles Lied dazu singen. Sie ist in Asien vergleichbar populär wie die gerösteten Esskastanien (Maronen) auf Straßen in Europa, die auch in Asien als traditionellen Straßenimbiss angeboten werden.
Die Zubereitung auf der Straße erfolgt auf speziellen Anhängern, Mini-Autos (Mini-Van) bzw. Karren. Dabei gibt es zwei unterschiedliche Arten. Verbreitet ist das Backen bzw. Rösten auf heißen Kieselsteinen (in diesem Fall nennt man sie 石焼き芋, Ishi yakiimo, dt. etwa „auf Stein geröstete Süßkartoffel“), wodurch die Süßkartoffeln süßer werden. Ebenso können sie in speziellen Gittern auf Holzkohle-Öfen zubereitet werden, ohne dass sie mit den Kohlebriketts in Berührung kommen. Mit besonderen Grillgeräten ist die Zubereitung auch zu Hause möglich.
Als besonders geeignet gelten die pinkfarbenen Süßkartoffeln Satsuma-imo („Satsuma-Süßkartoffel“).

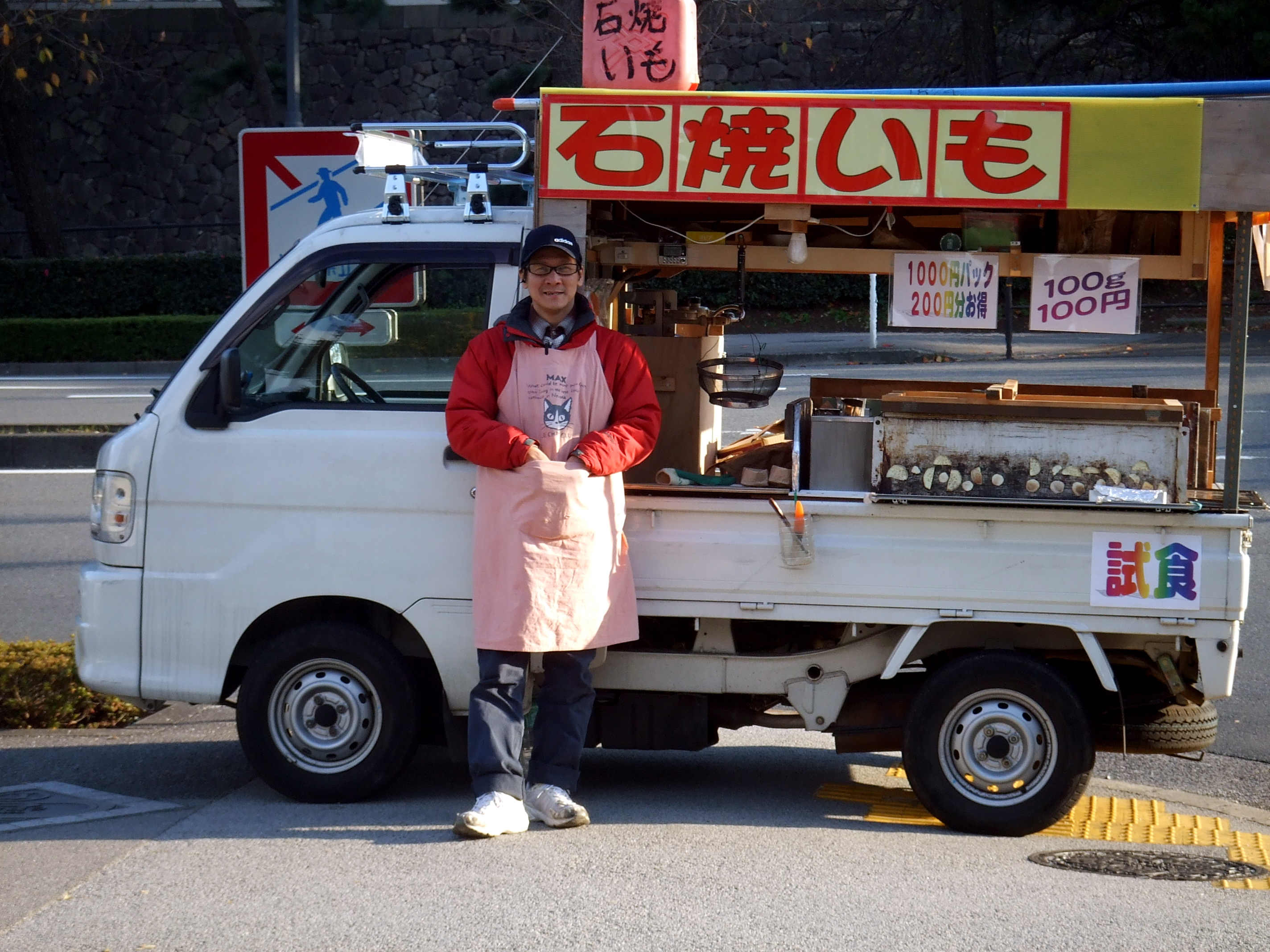
Mini-Auto zum Straßenverkauf von Yakiimo in Japan
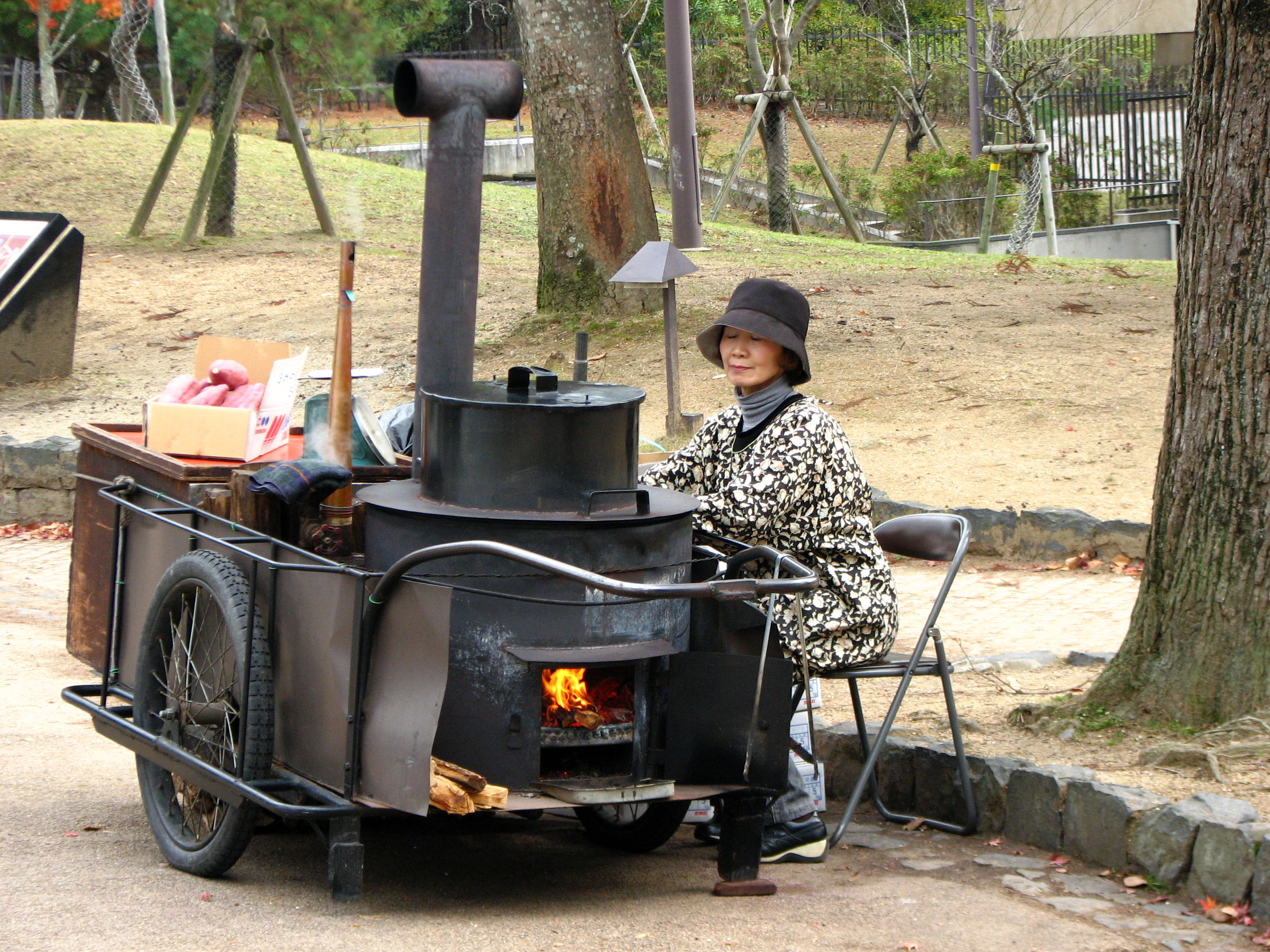
Ishi-Yakiimo-Verkäuferin in Nara (Japan)
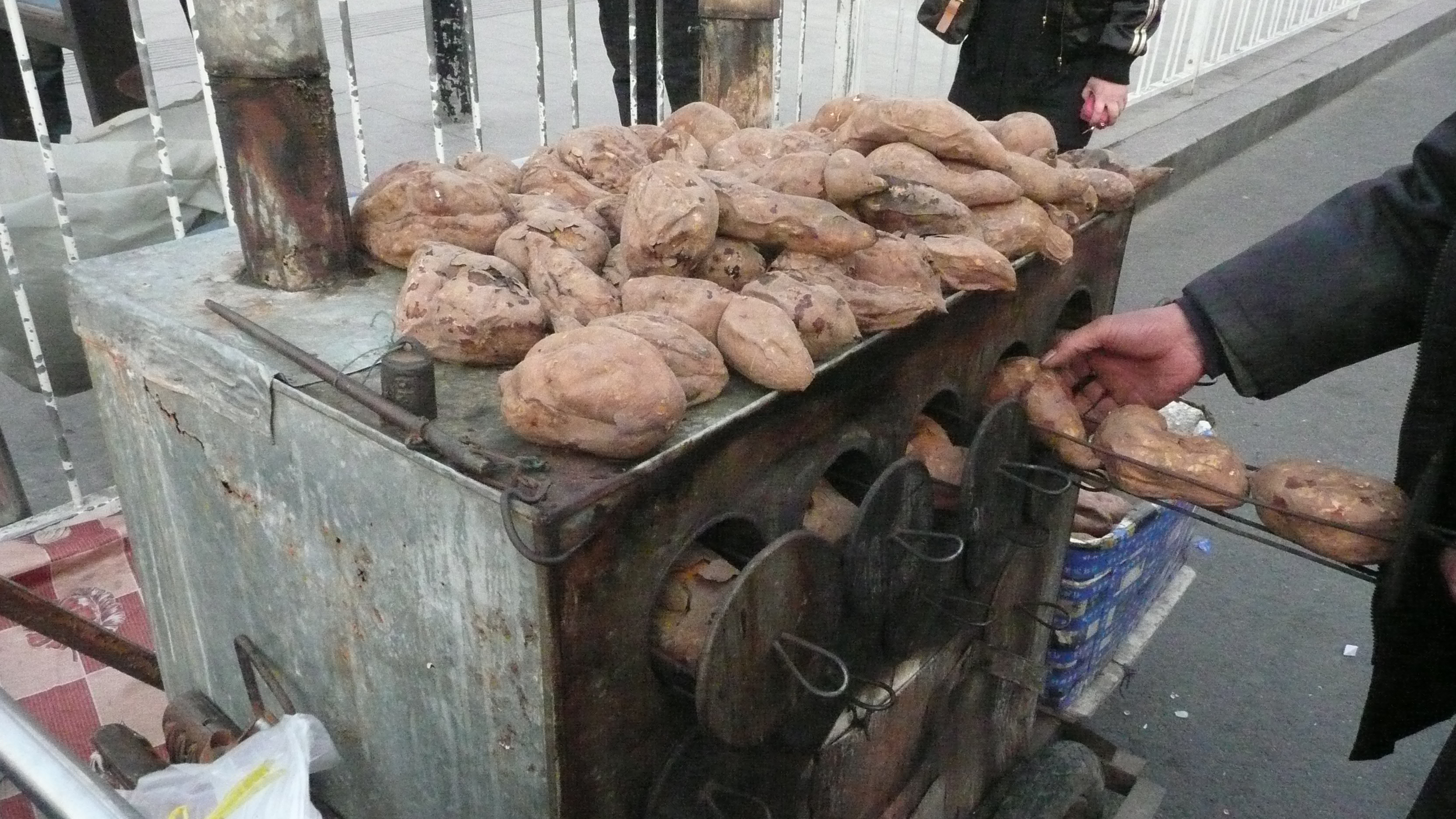
Heiße Süßkartoffeln in Qingdao (China)
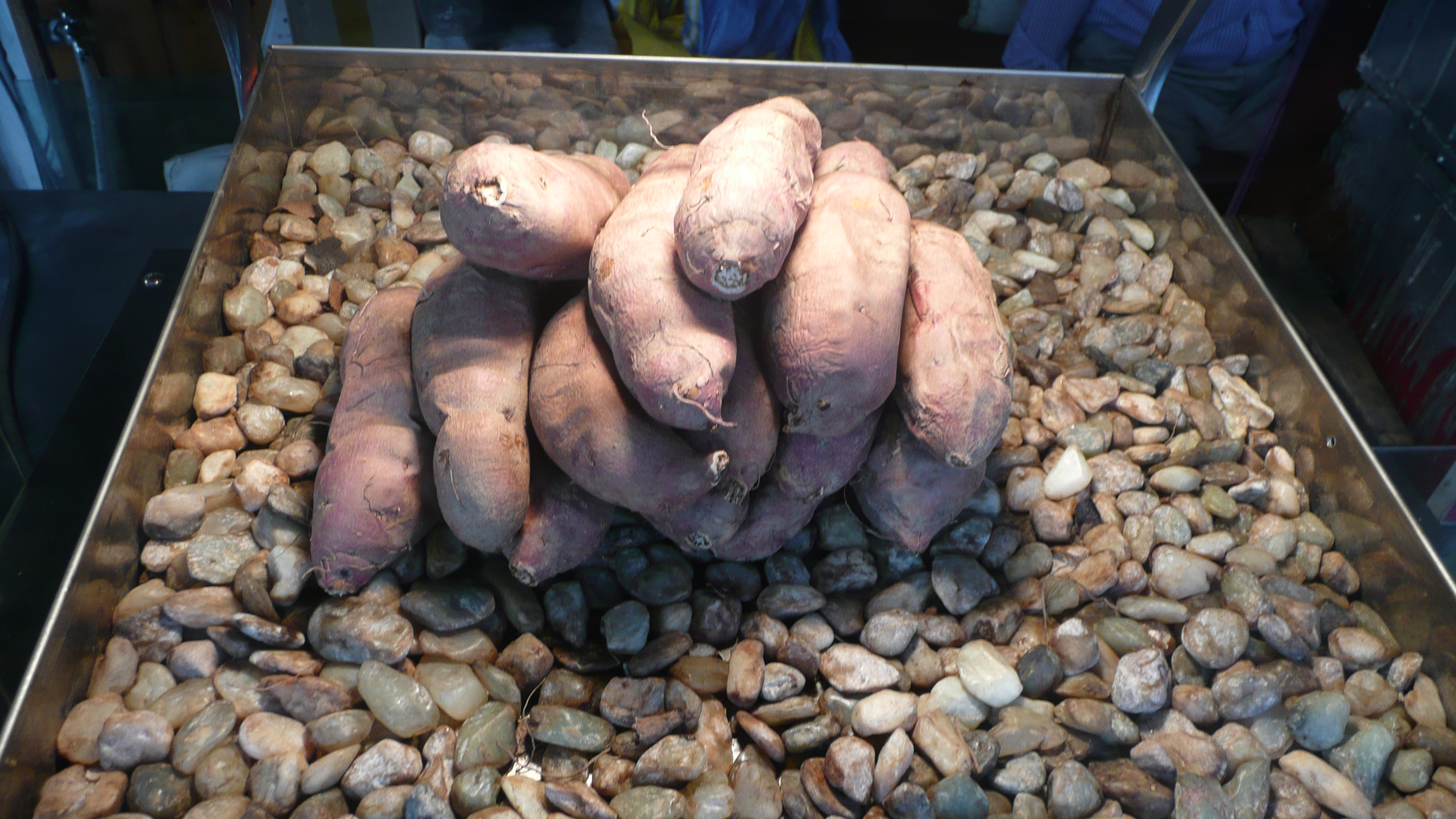
Heiße Süßkartoffeln in Daegu (Südkorea)